# Prostor (deník)
Prostor byl český deník vycházející od 1. dubna 1992 do 12. prosince 1992. Šlo o projekt vydavatele Aleše Lederera a Jana Šterna (šéfredaktor) vydávat seriózní celorepublikové noviny. Projekt financovala skupina PANOK-PRESS a.s.
V týmu spolupracovníků deníku se v té době objevila známá jména české žurnalistiky a zejména z důvodu velkého prostoru pro fotografie špičky reportážní fotografie (Pavel Štecha, Karel Cudlín, Roman Sejkot, Michal Hladík, Jan Jindra, Miroslav Čejka a další).
Prostor byl poslední deník vydávaný v České republice, který měl rozměr tzv. „světového formátu“ tj. cca A2 (předrevoluční Rudé právo). K jeho propagaci sloužilo mj. heslo: „Každý člověk potřebuje Prostor“.